# Oreoglanis hypsiurus
Oreoglanis hypsiurus är en fiskart som beskrevs av Ng och Kottelat, 1999. Oreoglanis hypsiurus ingår i släktet Oreoglanis och familjen Sisoridae. IUCN kategoriserar arten globalt som livskraftig. Inga underarter finns listade i Catalogue of Life.